# Lice Capades
Lice Capades is aflevering 1103 (#156) van South Park. Het werd in de Verenigde Staten voor het eerst uitgezonden op 21 maart 2007. Het is de derde aflevering in de geschiedenis van South Park dat Kenny McCormick praat.

## Verhaal
Mrs. Garrison vertelt de klas dat er in de school hoofdluizen zijn gevonden en dat iedereen gecontroleerd moet worden. De klas vindt het heel smerig dat iemand uit hun klas luizen zou kunnen hebben. Eric Cartman zegt dat het Kenny McCormick moet zijn omdat Kenny's familie arm is. In de privétest komt Clyde Donovan erachter dat hij degene is met luizen. Hij krijgt een speciale shampoo mee.
Ondertussen leeft er op Clydes hoofd een hele samenleving van luizen. Een van de luizen heet Travis. Travis is een slimme luis en denkt dat er meer is dan alleen het hoofd van Clyde. Ook meent hij dat hun wereld levend is en dat ze de hulpbronnen van deze wereld niet zomaar zonder consequenties kunnen uitputten, maar hij wordt door niemand geloofd. Clyde gaat zijn haren wassen met de shampoo, wat voor de luizen verschijnt als een regen van bijtende vloeistof. Vele luizen sterven. Travis' vrouw Kelly wordt ook gedood, maar Travis en hun ei, genaamd Hoop, en een paar andere luizen overleven de aanslag. De vicepresident hoort er ook bij.
De volgende dag vragen de kinderen of er luizen in hun klas waren gevonden. Mrs. Garrison zegt dat er luizen zijn gevonden in de klas. De kinderen proberen erachter te komen wie het was. Dat is echter lastig: Cartman probeert ervoor te zorgen dat iemand uiteindelijk zichzelf verraadt, dat zou Cartman doen als hij luizen had. Kyle Broflovski probeert iedereen tegen Cartman op te zetten, dat zou Kyle doen als hij luizen had. Stan Marsh probeert vrede te schichten zodat het niet zo erg lijkt, dat zou Stan doen als hij luizen had. Kenny staat er maar een beetje bij en zegt niks, dat zou Kenny doen als hij luizen had. Butters Stotch stelt een nogal domme vraag, dat zou Butters doen als hij luizen had. Cartman doet een test met iedereens bloed. En uit die test blijkt dat Kenny degene was met luizen. Kenny vlucht en Clyde is opgelucht.
Op Clydes hoofd gaan drie overlevenden, Travis met het ei Hoop, een andere overlevende, en de vicepresident, naar het "Verboden Land". Daar schiet de vicepresident de andere overlevende neer. Hij wil het dorp herbouwen en kan geen slimme luizen hebben die nieuwe ideeën hebben. Hij bespot Travis' ideeën over een levende aarde, stelt de retorische vraag of dit levend is, en schiet op de grond. Clyde voelt dat als jeuk en krabt op zijn hoofd, zodat de vicepresident gedood wordt. Travis en Hoop blijven achter.
De jongens hebben Kenny gevangen in het park, waar hij vastgebonden in zijn onderbroek staat. Clyde vindt het verschrikkelijk voor Kenny en belt Mrs. Garrison over de aanval. Daarna gaat Clyde naar het park. Alle jongens gaan hem een straf geven: "Sok Bad". De straf begint net als Kyle zegt dat Kenny geen luizen had. Kyle zegt dat hij luizen had. Stan zegt dat Kyle geen luizen had want hij had luizen. Cartman zegt ze geen van beide luizen hadden, want hij had luizen. Daarom had hij die nep test gedaan zodat Kenny de schuld kreeg. Mrs. Garrison komt net op tijd en vertelt dat iedereen luizen had, de jongens en de meisjes. Cartman zegt dat dat betekent dat Kenny dus heeft gelogen. Ze geven Kenny alsnog de "Sok Bad".
Op Clydes hoofd landt een vlieg. Travis pakt de vlieg vast, waarop deze wegvliegt. Hij land op een plek waar luizen al generaties lang ongestoord leven. Travis en Hoop zitten nu op Angelina Jolies schaamhaar.

## Trivia
- De bloedtest is gebaseerd op de film The Thing.
- In werkelijkheid kunnen hoofdluizen niet in schaamhaar leven en schaamluizen niet in hoofdhaar.